# Polizeiruf 110: Taubers Angst
Taubers Angst ist ein Fernsehfilm aus der ARD-Krimireihe Polizeiruf 110. Der Film wurde für den BR unter der Regie von Klaus Krämer produziert und am 4. Februar 2007 erstmals in der ARD als 283. Folge der Krimireihe ausgestrahlt. Es ist der sechzehnte Fall des Münchner Polizeiruf-Ermittlers Jürgen Tauber und der dreizehnte Fall für seine Kollegin Jo „Josephine“ Obermaier.

## Handlung
Am Ufer der Isar wird die Leiche einer Frau gefunden. Während Kommissar Tauber fast sehnsüchtig auf einen neuen Einsatz gewartet hat, war seine Kollegin Jo Obermaier auf dem Weg zu einer Hochzeit und muss nun widerwillig ihren freien Tag dem Dienst opfern.
Die Obduktion ergibt: Das Opfer ist seit ca. zehn Tagen tot, wurde erwürgt und sehr wahrscheinlich von einer nahen Brücke ins Wasser geworfen. Tauber greift den Hinweis auf und sieht sich zusammen mit Obermaier auf einer Brücke beim Fundort um. Seine Kollegin entdeckt schnell eine wertvolle Krawattennadel, die der Täter möglicherweise hier verloren hat.
Die Tote wird als die ukrainische Prostituierte Zusana Lebedova identifiziert, die als Callgirl gearbeitet hatte. Ihr letzter Kunde war der Unternehmer Hermann Denninger, der für erotische Würgespiele bekannt ist. Nach einer ersten Befragung Denningers lassen Tauber und Obermaier das Appartement Denningers durchsuchen und nehmen den aalglatten Geschäftsmann zur Befragung mit. Im Hotel haben die Angestellten die Edelprostituierte zwar kommen sehen, aber keiner kann sich erinnern, sie auch beim Verlassen des Hotels gesehen zu haben. Eine erste Überprüfung der Video-Überwachungsbänder vom Hoteleingang gibt auch keinen Hinweis auf den Verbleib der jungen Frau, die nach Denningers Angaben sein Hotelzimmer gegen 1:30 Uhr wohlbehalten verlassen hat.
Während Obermaier Denninger befragt, findet sich der Rezeptionist Kammermeier bei Tauber ein, um zu bezeugen, dass er Zusana Lebedova um 1:30 Uhr aus dem Hotel habe kommen sehen. Tauber glaubt ihm zwar, greift aber zu einer gefährlichen List. Er gibt vor, Denninger gehen zu lassen und präsentiert ihm dann die auf der Brücke gefundene Krawattennadel als versehentlichen Fund in dessen Hotelzimmer. Der Verdächtige fällt zunächst darauf herein, erkennt aber schnell Taubers Taktik, die dahinter steckt. Da er mit dem Kommissar allein im Vernehmungsraum ist, sucht Denninger die Flucht nach vorn und würgt Tauber, so dass dieser um sein Leben fürchten muss. Im letzten Moment lässt Denninger von ihm ab, doch wird Tauber fortan von Panikattacken geplagt, die ihn bis zur Handlungsunfähigkeit lähmen.
In seiner Not sucht Tauber Hilfe bei seinem Therapeuten, den er schon seit Jahren nicht mehr aufsuchen musste. Diesem schildert er seine Ängste, dass er nicht nur um sein Leben bangt, sondern dass er in seinen Träumen auch noch seinen anderen Arm verlieren würde und seine psychischen Probleme wieder von vorn anfangen könnten. Leider hilft ihm das Gespräch nicht weiter und er setzt sich der weiteren Konfrontation mit dem Fall aus.
Zusammen mit Jo Obermaier befragt Tauber noch einmal den Zeugen Kammermeier, dessen Aussage ihm wie „gekauft“ erscheint. So analysiert er die Möglichkeiten, wie man aus einem Hotelzimmer unbemerkt eine Leiche herausschaffen könnte. Eine Hotelangestellte ist ihm dabei behilflich, und gemeinsam können sie einen Wäschecontainer aus einem Zimmer bis zur Tiefgarage bringen, wo Denningers Wagen regelmäßig parkt.
Die Durchsicht der Überwachungsaufnahmen über einen längeren Zeitraum bringt dabei zutage, dass nun tatsächlich Denninger zu sehen ist, wie er gemeinsam mit Kammermeier einen solchen Container zu seinem Wagen rollt. Er hatte die Leiche einfach im Nachbarzimmer bei seinem Rechtsanwalt „geparkt“ und zwei Tage später in Ruhe abtransportiert, um sie dann ins Wasser zu werfen. Tauber und Obermaier nehmen Denninger fest, der gerade dabei ist sich abzusetzen.

## Kritik
Rainer Tittelbach von Tittelbach.tv schreibt anerkennend „In ‚Taubers Angst‘ beginnt der Kommissar, ungewohnt forsch und engagiert zu ermitteln, umso tiefer das Loch, in das er nach dem Angriff auf sein Leben fällt. Mit seiner Angst steigt die Wut beim Zuschauer, der mit ihm mitfühlt, weil er den Fall aus Taubers Perspektive miterlebt. Regisseur Klaus Krämer geht ganz nah ran an dessen Angstschweiß und lenkt den Krimi in Richtung Psychothriller.“
Die Kritiker der Fernsehzeitschrift TV Spielfilm vergaben die beste Wertung (Daumen nach oben): Sie fanden „Einarmig vielseitig: Selge spielt grandios.“